# بوكيمون تردينغ كارد غيم (لعبة فيديو)
بوكيمون تردينغ كارد غيم (بالإنجليزية: Pokémon Trading Card Game)‏ (باليابانية: ポケモンカードGB)، هي لعبة فيديو من تطوير ستوديو هادسن سوفت وكرايتشرز اليابانيتين، ونشرها شركة نينتندو سنة 1998، وتعمل على منصة جيم بوي أدفانس وإعادة إصدار اللعبة على منصة 3 دي إس المحمولة.

## المواقع الخارجية
- Official website (باليابانية)
- Official website (أرشيف الإنترنت)